# Дом архитектора Нильсена
Дом архитектора Нильсена (или Дом плачущих нимф) — особняк в Мариуполе, построенный архитектором Виктором Нильсеном в начале XX века в стиле модерн. Расположен на улице Семенишина, 49, около Городского сада.

## История
Здание было возведено в начале XX века. Архитектор Виктор Нильсен приехал по приглашению местной управы, чтобы занять должность городского архитектора. К тому времени Мариуполь нуждался в чистой питьевой воде и зодчему поручили создать проект городского водопровода, который он успешно выполнил. Данные особняк Нильсен построил для своей семьи. В нём домочадцы жили до Октябрьской революции, а в 1918 году здание было конфисковано советской властью.
В 1980-х годах в здании находился детский сад «Сказка», а затем до 2002 года — Инспекция экологической безопасности. Впоследствии здание приходило в упадок.
Объект не внесен в реестр памятников архитектуры и находится в частной собственности, поэтому ни государство, ни город не могли его восстановить. Между тем велась работа по включению в Государственный реестр недвижимых памятников Украины: «Известно, что ответственными органами собраны необходимые документы для признания усадьбы культурным наследием. Такой статус позволяет им влиять на владельца на восстановление дома. Если он откажется, власти могли бы принудительно выкупить» виллу.

## Описание здания
Одноэтажное здание из белого силикатного кирпича имеет угловую башню, построенную в стиле модерн. Крыша — высокая, увенчанная нежной решеткой в стиле модерн. Есть роскошная лепнину и узорчатые карнизы. Угловая башня имеет два этажа, на нижнем — арочное окно-корзину, на верхнем — окно в форме овала. В антаблементе башни рельеф женского лица, так называемой «плачущей нимфы», которой здание обязано своим названием. Нильсен, проектируя здание, создал рельеф с головой нимфы. У нимфы внешность подобна портрету дочери Нильсена, умершей от тифа. Рельеф расположен так, что во время дождя капли стекают по лицу, как слезы и «кажется, нимфа плачет о мертвой девушке». Задний фасад имеет более сдержанный дизайн.